# Микроорганизми (албум)
Микроорганизми је заједнички албум Рамба Амадеуса и Горана Вејводе из 1996. године. Рађен је у стилу џеза и рок музике са елементима авангарде. Изашао је под окриљем дискографске куће Комуна.

## Позадина
Недуго после изласка албума М-91, Рамбо је постао први српско-црногорски певач који је наступао у Словенији након њеног отцепљења од СФРЈ. Пролећа 1992. године, прекинуо је наступ Беби Дол на фестивалу Београдско пролеће.
1994. године излази филм Слатко од снова.

## О албуму
Албум је сниман у Паризу и Београду током јула 1995. На албуму су коришћени делови из филма Ужичка република и плоче Сремски фронт из 1988. године у издању ПГП РТБ. Поред тога, коришћени су архивски снимци самог Амадеуса и друге нумере са разних домаћих и страних издања.
Албум је праћен спотовима за песме Хало Пожега и Еврибади денс нау.